# Junta de gobierno
Una junta fue un tipo de institución política característica de la administración del Antiguo Régimen de España, y que se siguió aplicando a otras de la administración en la España borbónica que tuvieron un relevante papel en la guerras de independencia hispanoamericanas. 
Aunque su origen es medieval, desde los Reyes Católicos su importancia irá en aumento, siendo el reinado de Felipe II el que más proliferación constata. Su importancia en la administración es inversamente proporcional a la de los consejos y los validos, de forma que ante situaciones de debilidad de estos la importancia del gobierno mediante juntas irá creciendo paulatinamente.
- Juntas Extraordinarias: convocadas de forma provisional, se reúnen por indicación del monarca para deliberar sobre un determinado tema y finalizada su misión se disuelven. En sus orígenes con los reyes Católicos dieron entrada a especialistas (teólogos o marinos) que se reunían con juristas para tratar ciertos temas (p. ej. las Juntas que debatieron sobre la viabilidad del proyecto colombino del viaje a América, o las juntas de Indias). Desde Felipe II solían estar formadas por consejeros de los diferentes consejos implicados en la resolución del problema para evitar la lentitud en el despacho.
- Juntas Ordinarias: la reiteración de problemas y la necesidad de una tramitación rápida ocasionó la creación de una serie de tribunales al margen de los Consejos que funcionaban de forma continuada.[1] Estas Juntas Ordinarias en ocasiones tuvieron competencias judiciales como ocurrió con la Junta del Bureo o la Real Junta de Correos y Postas de España y de las Indias.[2]
- Juntas de Gobierno. Por este nombre se conocen en la España de los Austrias unos órganos especiales por cuanto sin ser tribunales permenentes, auxiliaron al monarca con la gobernación del estado ocupándose de todas las materias del mismo. Por tanto las juntas de gobierno tienen a la vez características de las dos anteriores.[3]

Por junta de gobierno o consejo directivo se entendía que era la instancia encargada de la dirección colegial de una organización pública o privada. Estaba compuesta por un sinnúmero de personas, electas para tal fin por un periodo determinado. En su interior elegía a un presidente de la junta; en algunos casos ex oficio el cargo ya lo ostentaba otra persona.

## Juntas y consejos
«Junta» es el nombre que reciben varias comisiones "informales", llevadas a cabo durante el periodo de Felipe II, se lleva a cabo a través de un personaje principal, el cardenal Diego de Espinosa, que trató los asuntos reales a través de ellas.
Supusieron un nuevo sistema de gobierno basado en las reuniones de especialistas en una materia para la adopción de resoluciones de esa misma materia en concreto, y representaron el triunfo de las relaciones personales sobre el sistema plural de los Consejos, ya que estaban convocadas a voluntad del rey o del "favorito" de turno (valido). Tras la muerte de Espinosa en 1572 las juntas dejaron de estar presididas por hombres letrados y especialistas en la materia, para paulatinamente ser sustituidos por nobles.
Es en esta nueva fórmula de gobierno donde radica la efectividad atribuida normalmente a Felipe II. En un principio se creó la Junta de Noche en 1585, posteriormente se formalizó la Junta de Gobierno en 1588, y finalmente se constituyó la Junta Grande.
Enmarcadas dentro del régimen polisinodial, en el que los consejos, de vocación más permanente, eran la cúspide, las juntas atendían a un asunto particular que requería la coordinación de varios consejos, como una comisión monográfica o comité especial. Las relativas a la hacienda recibían la calificación genérica de junta de medios. Una de ellas fue la Junta de Comercio y Moneda (1679). Hubo una Junta de Sanidad desde 1720 (con motivo de la peste de Marsella). Entre 1787 y 1792 funcionó una Junta Suprema de Estado.

## Juntas de teólogos y juristas
También recibían el nombre de junta las reuniones de teólogos y juristas que debatían una cuestión concreta, con el fin de emitir un dictamen o asesorar la toma de decisiones complejas, siendo famosas las que debatieron cuestiones trascendentales para la colonización de América: la Junta de Burgos (1512) y la Junta de Valladolid (1550-1551); o la Junta de Valencia (1528, véase Pragmática de conversión forzosa) que justificó la política hacia los moriscos.

## Instituciones locales
Como instituciones locales, existían juntas para los territorios del norte de la Corona de Castilla que, al pertenecer a demarcaciones administrativas mayores y con capitalidad externa a ellos, no tenían representación directa en las Cortes de Castilla: las Juntas Generales de las Provincias Vascongadas (Juntas Generales de Vizcaya, Juntas Generales de Guipúzcoa y Juntas Generales de Álava, que siguen existiendo en la organización del actual País Vasco), la Junta del Reino de Galicia y la Junta General del Principado de Asturias.
En Cantabria existieron, asimismo, distintas juntas correspondientes a las Asturias de Santillana, Liébana, Trasmiera y Campoo, comarcas que iniciaron un proceso de integración conjunta a lo largo del siglo XVIII hasta la conformación de la Provincia de Cantabria en 1778, en oposición de estas comarcas al control administrativo, fiscal o jurisdiccional de Burgos. El antecedente más importante se encuentra en la Provincia de los Nueve Valles de las Asturias de Santillana, constituida en 1589 tras el Pleito de los Nueve Valles.
La Real Junta Particular de Comercio de Barcelona, entre 1758 y 1847 funcionó como una institución económica de orden local.

## Juntas soberanas provisionales
El nombre de junta se empleó también para designar a una institución de gobierno provisional o de emergencia, resultado de una situación excepcional: durante la Guerra de las Comunidades de Castilla en el bando sublevado se creó la Junta de Comunidades (en la configuración del actual estado autonómico se ha conservado en nombre en las comunidades de Castilla y León, Castilla-La Mancha y en el nombre institucional de la Junta de Extremadura).
En la Guerra de la Independencia española y las guerras de independencia hispanoamericanas, las instituciones de emergencia que se crearon con el nombre de «juntas» fueron muy abundantes: en la península múltiples juntas provinciales y una Junta Central o Junta Suprema Central que las coordinó; en la Argentina la Primera Junta y la Junta Grande; la Primera Junta de Gobierno de Chile; en México la Junta de Zitácuaro; en Perú la Suprema Junta Gubernativa; en Venezuela la Junta Suprema de Caracas. Con posterioridad a la independencia, fue usual en los países hispanoamericanos recurrir a instituciones provisionales con el nombre de «junta» (particularmente junta militar en golpes de estado).
En las colonias empezarán a formarse Juntas con carácter independentista que ya no reconocerán a la Junta Suprema. En lugar de actuar con diplomacia, Fernando VII opta por mandar el ejército. Primeramente se independizan Argentina y Paraguay. Más tarde lo harán Bolivia, Chile, Colombia, Perú, etc.

## Juntas de gobierno revolucionarias en América
Fueron la primera organización del poder ejecutivo de carácter colegiado en las guerras de independencia hispanoamericanas. Se instalaron entre 1810 y 1830 en las capitales de virreinatos o capitanías, como juntas revolucionarias, para exigir la independencia de España, pero en general, siguiendo el modelo del liberalismo gaditano, conservado transitoriamente al monarca, sometido al gobierno y congreso de cada país independiente, lo que se ha venido a llamar la máscara de Fernando VII. Posteriormente, el establecimiento de repúblicas prescinde de la figura del rey.

## Edad Contemporánea en España
Ya en la Edad Contemporánea en España, el nombre de junta se ha dado a muchas otras instituciones, como la Junta para Ampliación de Estudios (1907, precedente de la Residencia de Estudiantes y el Consejo Superior de Investigaciones Científicas).
Ajenas al gobierno, las Juntas de Defensa se crearon de forma asamblearia en el seno del ejército, descontento por el Desastre de 1898 y cuestiones corporativas, entre 1916 y 1922 y fueron uno de los principales protagonistas en la crisis de 1917.
Asimismo, existe una Junta de gobierno en algunos ayuntamientos. La Junta de Gobierno Local existe en todos los municipios con población de Derecho superior a 5000 habitantes y en los de menos, cuando así lo disponga su Reglamento orgánico y así lo acuerde el Pleno de la Corporación. Es un órgano colegiado que dirige la administración del ayuntamiento, reuniéndose habitualmente una vez a la semana. Está compuesta por el alcalde y los concejales designados y cesados libremente por el alcalde, con un número de concejales que no supere a un tercio del total legal de cada ayuntamiento.